# Kyawthuite
Kyawthuite là một loại khoáng vật quý hiếm có công thức là Bi3+Sb5+O4. Nó là một antimonate bismuth tự nhiên. Kyawthuite cũng là một chất tương tự antimon của clinobisvanite. Kyawthuite được phát hiện ở vùng lân cận Mogok ở Myanmar, một khu vực nổi tiếng với nhiều loại khoáng sản đá quý.